# Lo dirò
Lo dirò (I'll Say So) è un film muto del 1918 diretto da Raoul Walsh.

## Trama
Sentendo che gli Stati Uniti hanno appena dichiarato guerra alla Germania, Bill Durham si affretta a raggiungere un ufficio di reclutamento ma non può arruolarsi per via dei suoi piedi piatti. Poi si innamora di Barbara Knowles, il cui tutore, August Myers, a sua insaputa, è un agente tedesco. Venuto a sapere che Myers sta creando problemi alla frontiera tra Messico e Stati Uniti, Bill prende il primo treno per recarsi nel Nuovo Messico, dove sgomina la banda di spie. Torna poi di volata a New York dove Myers ha organizzato il matrimonio di Barbara con Carl Vogel, un'altra spia tedesca. Bill, però, giunge in tempo per interrompere la cerimonia e impalmare lui la sposa.

## Produzione
Il film fu prodotto dalla Fox Film Corporation.

## Distribuzione
Il copyright, registrato da William Fox, porta la data 12 dicembre 1918.
Distribuito dalla Fox Film Corporation (come A Fox Victory Picture) e presentato da William Fox, il film uscì nelle sale cinematografiche statunitensi il 22 dicembre 1918.